# Napoléon Eugène Bonaparte
Napoléon Eugène Bonaparte, poznat i kao Luj Napoleon (Pariz, 16. ožujka 1856. – KwaZulu-Natal, 1. lipnja 1879.), francuski carski princ; jedini sin i nasljednik francuskog cara Napoleona III., nećaka cara Napoleona I. Nakon očeve smrti 1873. godine, bonapartisti su ga proglasili za nasljednika carskog prijestolja pod imenom Napoleon IV.
Rodio se kao jedino dijete oca Napoleona III. i majke Eugénie de Montijo. Sudjelovao je u francusko-pruskom ratu te je nakon očeva poraza u bitci kod Sedana 1870. godine, bio prisiljen napustiti Francusku i nastaniti se s obitelji u Velikoj Britaniji. Poslije očeve smrti, tri godine kasnije, postao je starješina dinastije Bonaparte i kandidat za carsku krunu.
U veljači 1879. godine, krenuo je kao britanski časnik u južnu Afriku, gdje je sudjelovao u britanskom ratu protiv Zulu plemena. Poginuo je tijekom jednog sukoba početkom lipnja iste godine, čime je nestala posljednja ozbiljnija nada za restauraciju dinastije Bonaparte u Francuskoj.

## Vanjske poveznice
- Luj Napoleon, francuski princ - Britannica Online (engl.)
- Napoleon Eugene Louis Jean Joseph Bonaparte, Prince Imperial (1856-1879) - napoleon.org (engl.)
- Rođen Napoleon IV. – jedini sin posljednjeg francuskog cara – 1856. - povijest.hr